# Danh sách thành phố Iran theo dân số

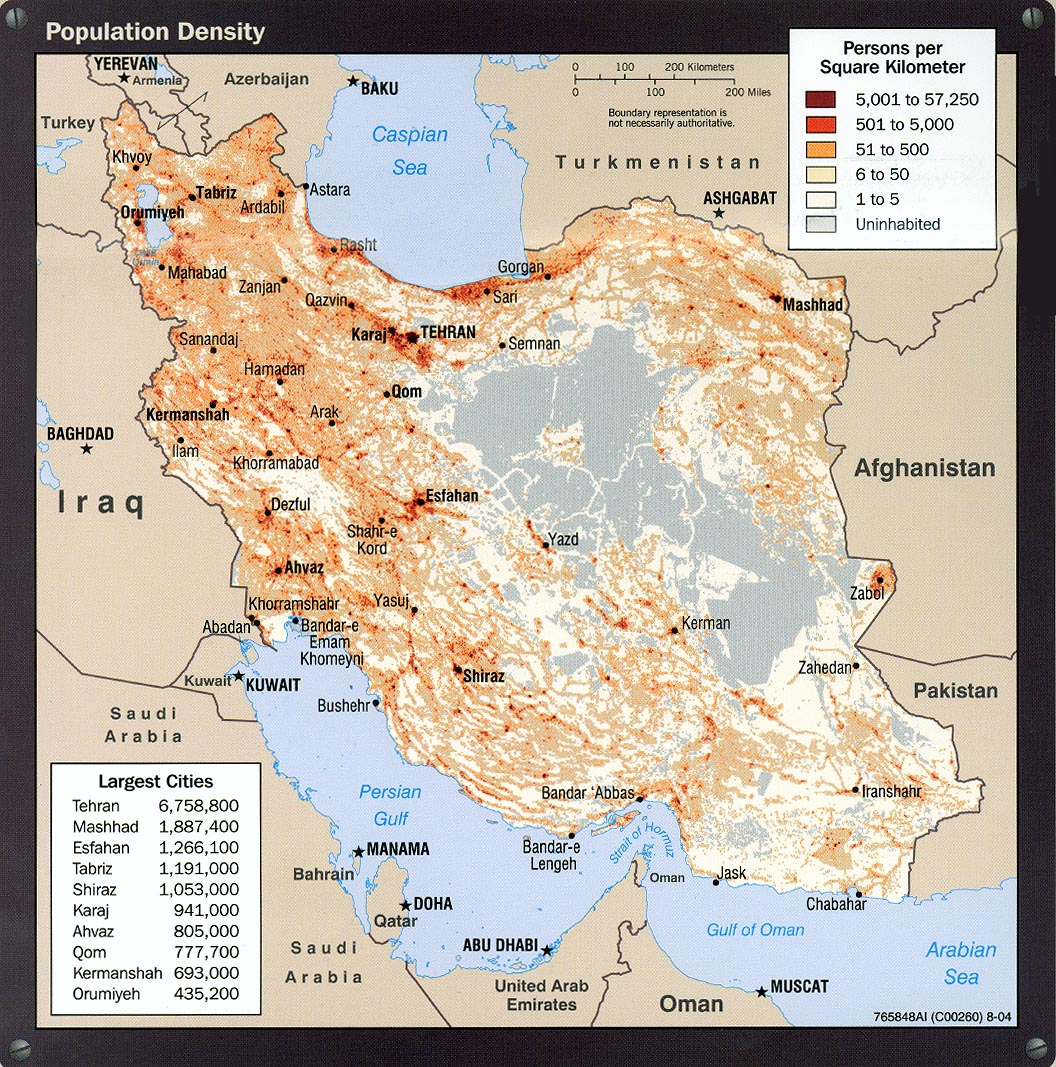
Bản đồ mật độ dân số Iran (dựa trên điều tra dân số năm 2006).

Iran có một tỷ lệ tăng trưởng dân số đô thị thuộc trong nhóm cao nhất trên thế giới. Từ năm 1950 đến 2002, tỷ lệ dân số đô thị tăng từ 27% lên 60%. Liên Hợp Quốc dự đoán rằng vào năm 2030, 80% dân số sẽ là dân đô thị. Hầu hết các người di cư nội bộ đã định cư gần các thành phố Tehran, Isfahan, Ahvaz, Qom. Tehran, với dân số 7,7 triệu (2006 tổng điều tra), là thành phố lớn nhất ở Iran và là thành phố thủ đô. Tehran chiếm khoảng 11% dân số của Iran. Nó là trung tâm của quốc gia về truyền thông và vận chuyển.
Mashhad, với dân số 2,4 triệu người, là thành phố lớn thứ nhì Iran và là trung tâm của tỉnh Razavi Khorasan. Mashhad là thành phố Shi'a thiêng liêng trên thế giới như nó là nơi có của đền thờ Imam Reza. Đây là trung tâm du lịch ở Iran và giữa 15 và 20 triệu khách hành hương đi đến ngôi đền của Imam Reza mỗi năm.
Một thành phố lớn nữa của Iran là Tabriz (dân số 2,2 triệu) thủ phủ của tỉnh Đông Azarbaijan đó là thành phố công nghiệp thứ hai của Iran sau Tehran. Tabriz đã là thành phố lớn thứ hai ở Iran cho đến khi những năm 1960 cuối một trong những kinh đô trước đây của Iran. Các thành phố lớn khác là Karaj (dân số 1,3 triệu), và Shiraz (dân số 1,2 triệu). Karaj là thủ phủ của tỉnh Alborz và nằm 20 km về phía tây của Tehran, ở chân của núi Alborz, tuy nhiên, thành phố đang ngày càng trở thành một phần mở rộng của thủ đô Tehran.
```
Các thành phố lớn thứ tư của Iran là
Isfahan
 (dân số 1,7 triệu), là thủ phủ của 
tỉnh Isfahan
. Sự tăng trưởng của khu vực ngoại ô xung quanh thành phố đã biến Isfahan vùng đô thị đông dân nhất (3,4 triệu dân).
[
5
]
```

## Thành phố trên 1 triệu dân

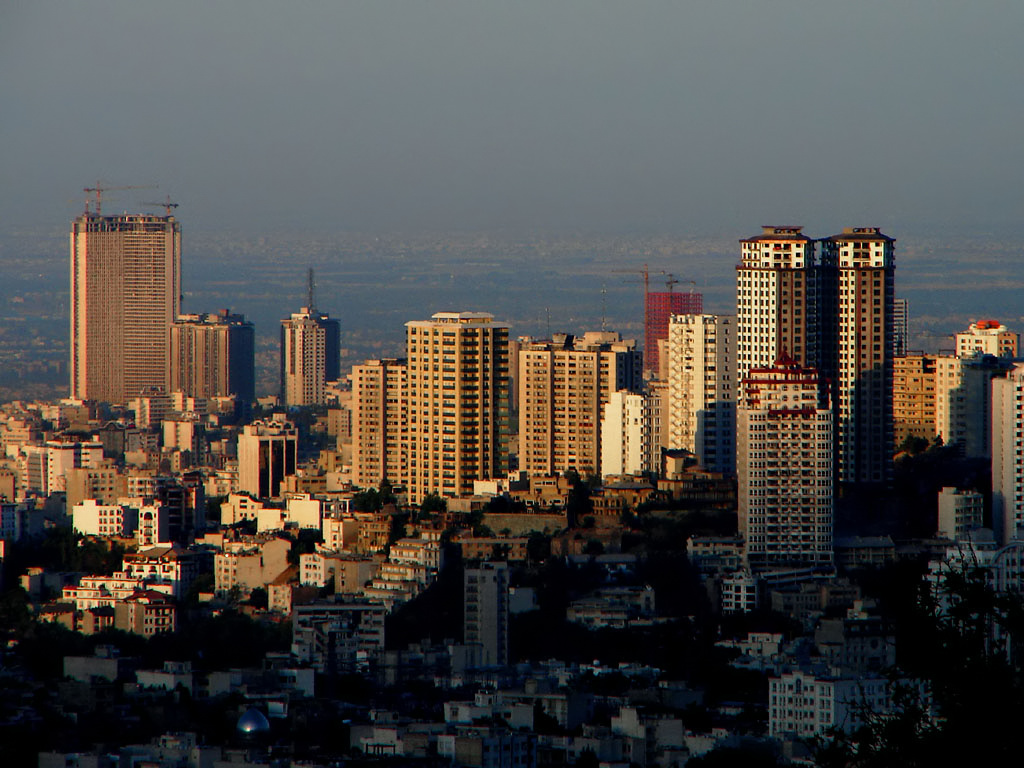
1 - Tehran, Thủ đô Iran

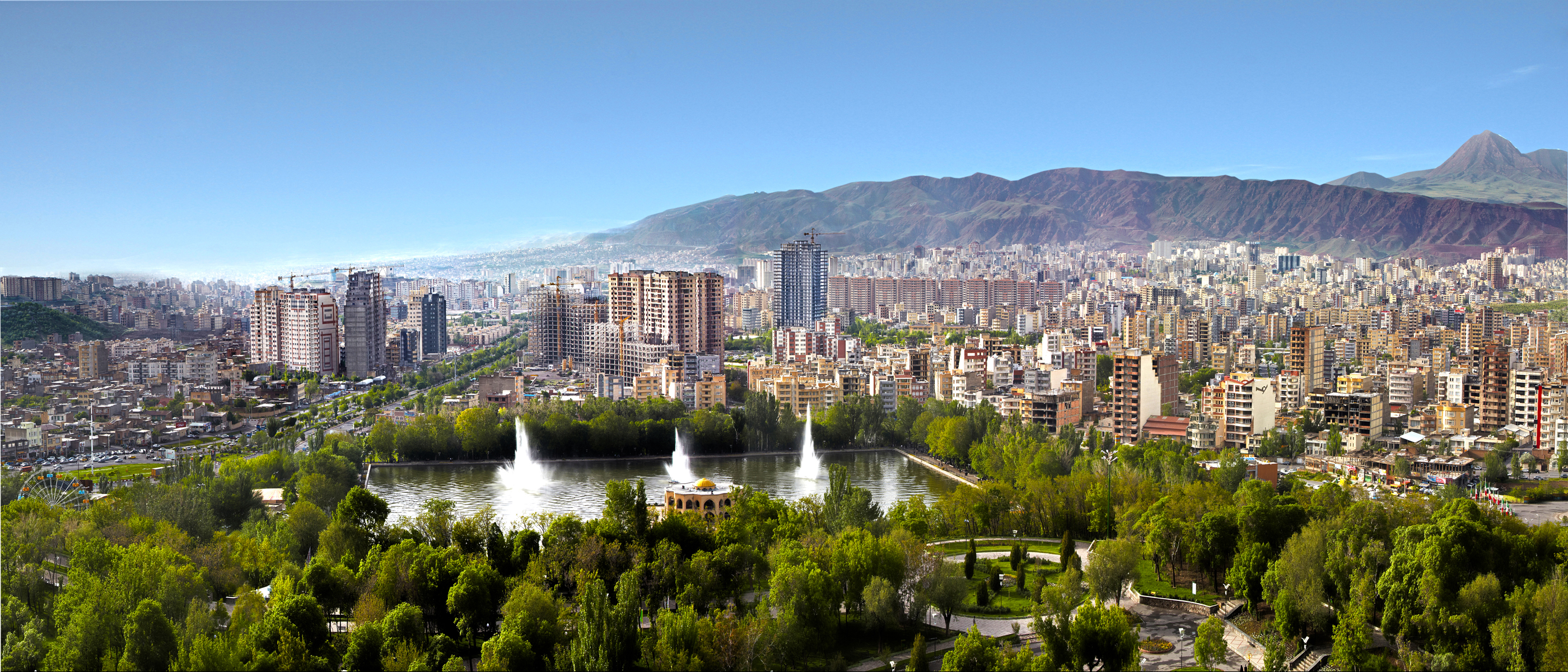
3 - Tabriz, tỉnh Đông Azarbaijan

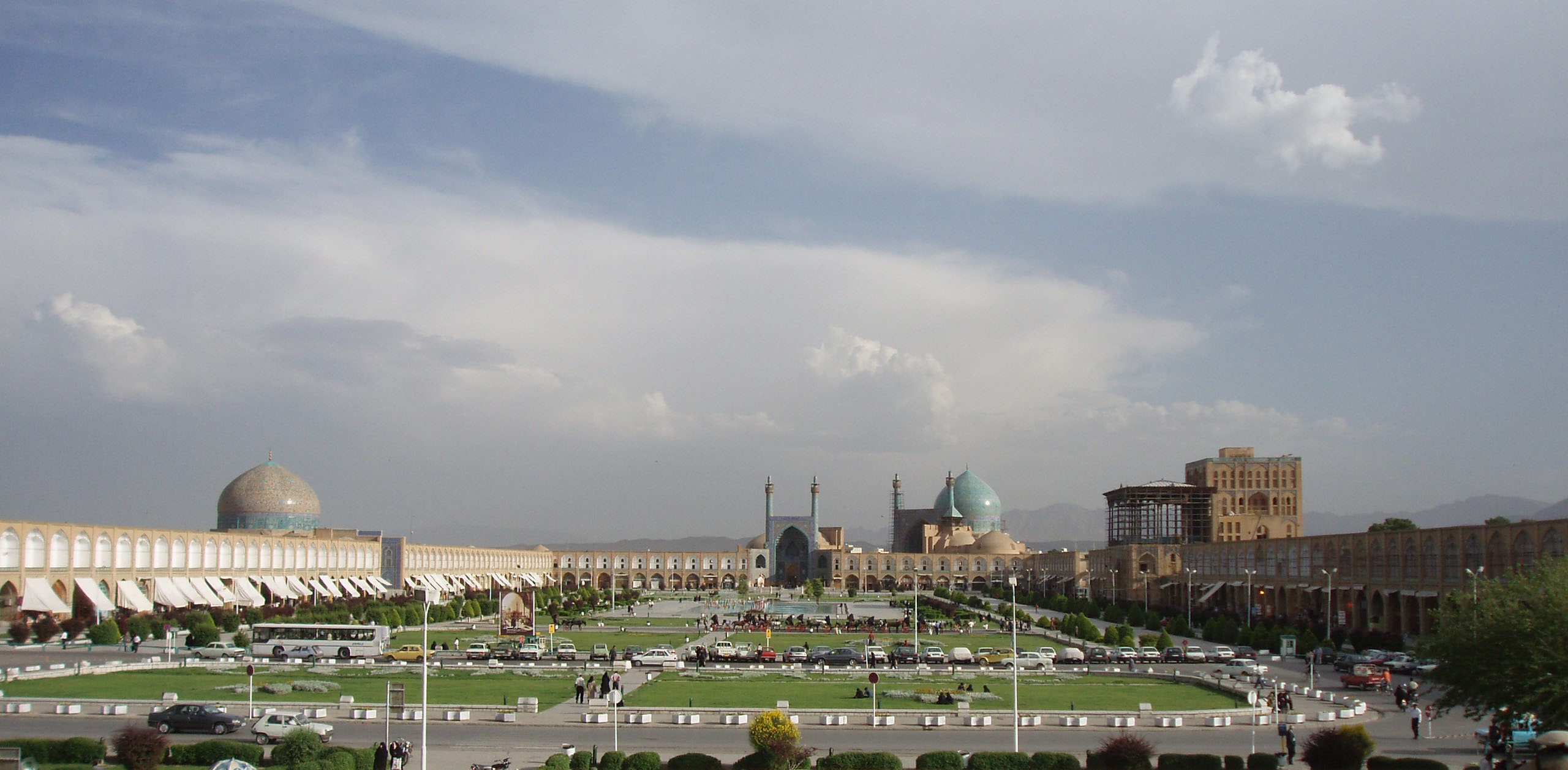
4 - Esfahān, tỉnh Esfahān

5 - Karaj, tỉnh Alborz

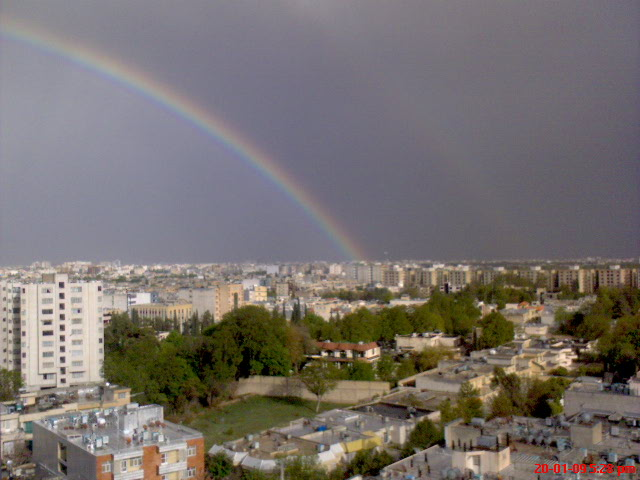
6 - Shiraz, tỉnh Fars

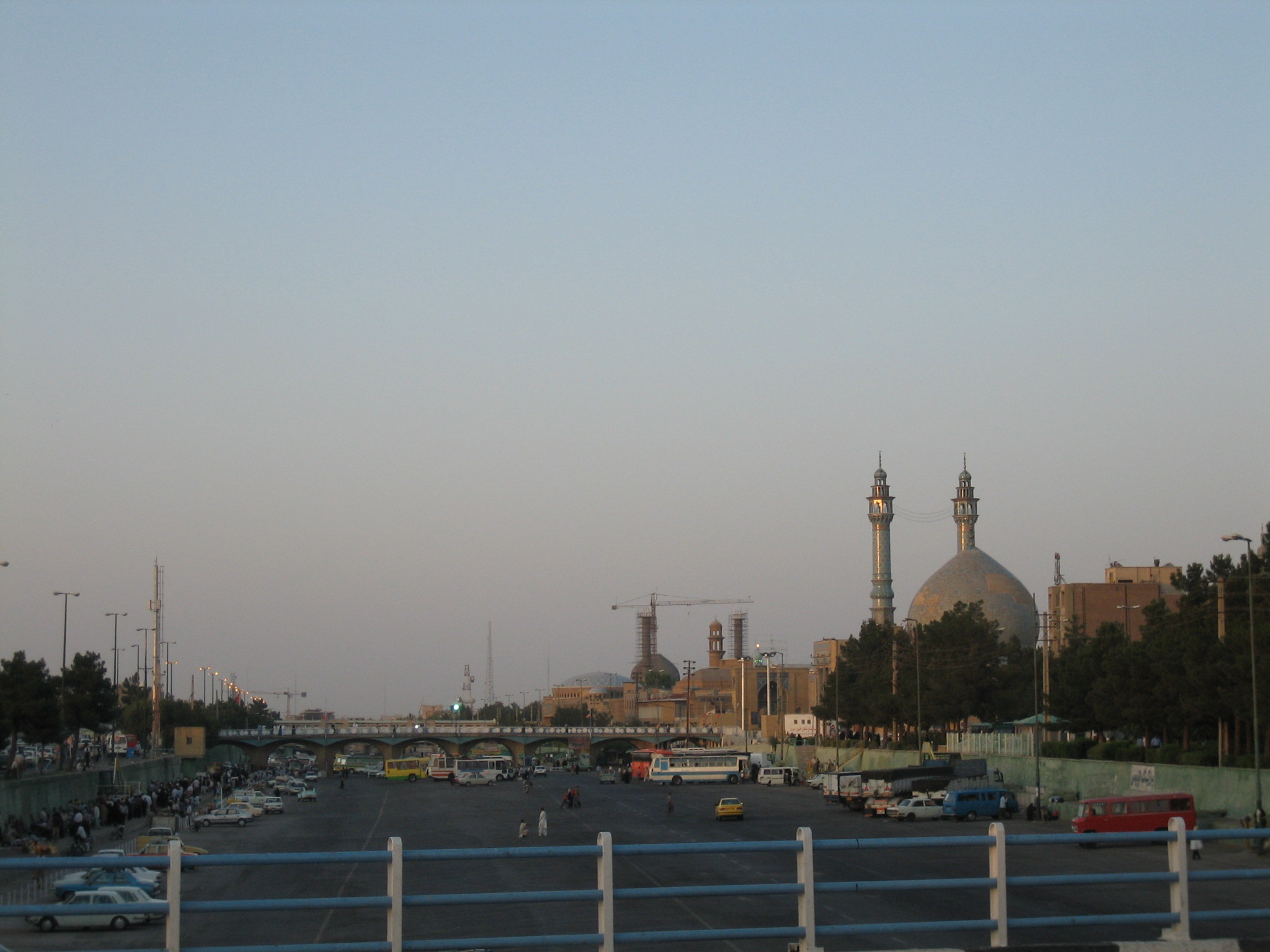
8 - Qom, tỉnh Qom

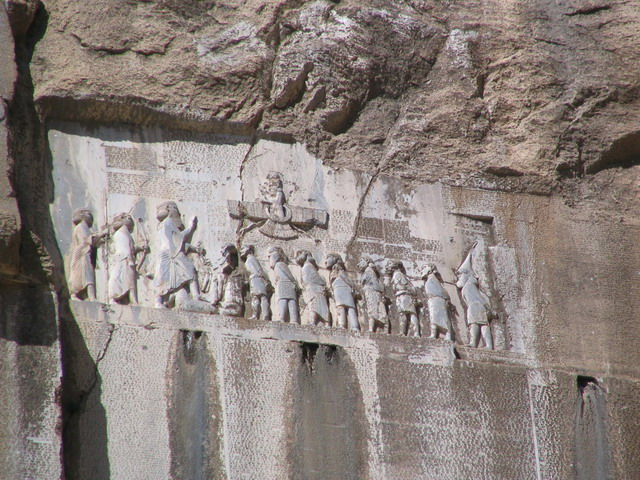
9 - Kermanshah, tỉnh Kermanshah

10 - Urmia, tỉnh Tây Tây Azarbaijan

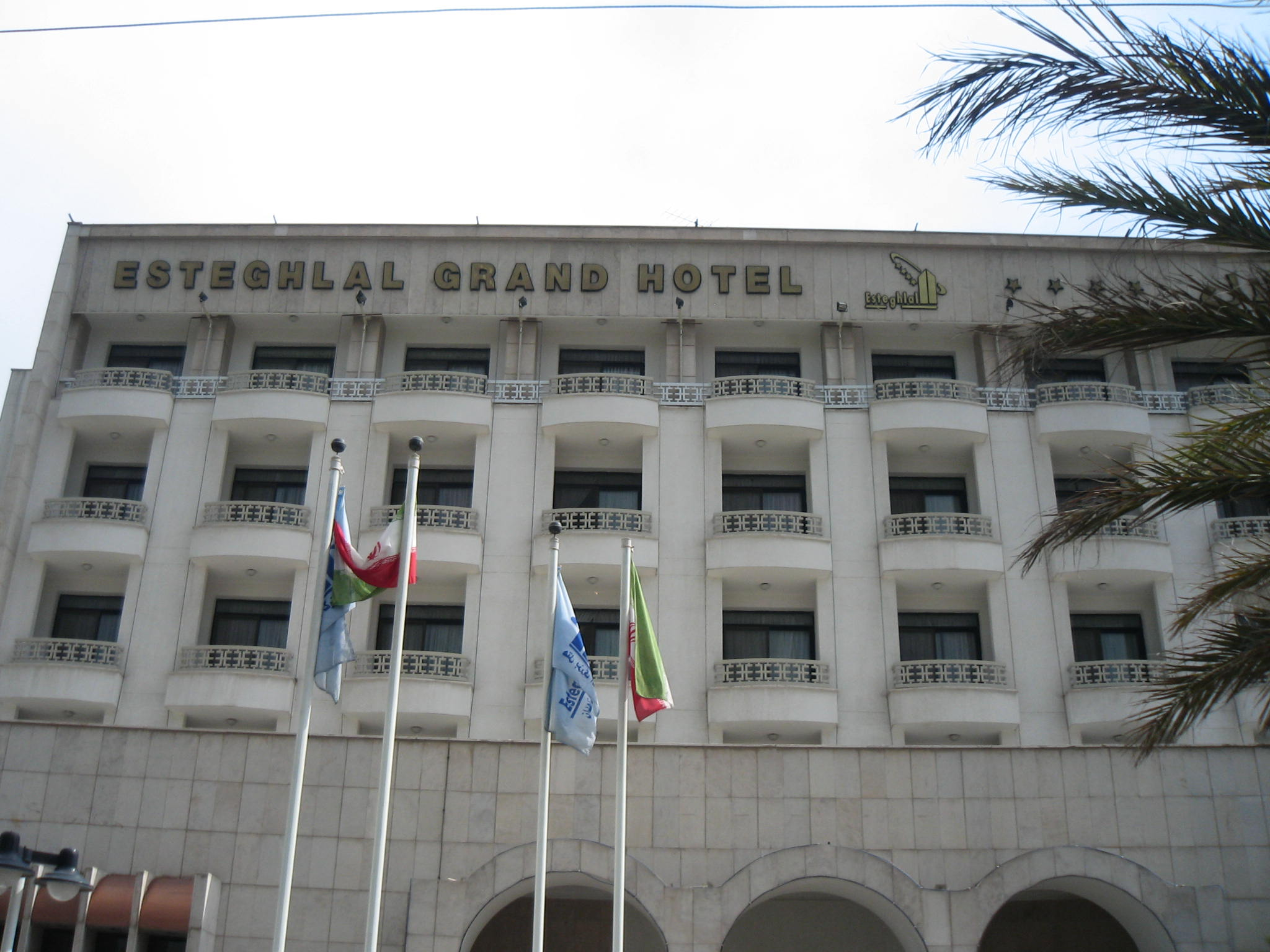
11 - Zahedan, tỉnh Sistan và Baluchestan

Danh sách thành phố trên 1 triệu dân theo điều tra dân số năm 2006 Statistical Center of Iran:
| Hạng  | Thành phố | Tỉnh            | Ngày thành lập chính thức khu tự quản | 2006      | 1996      | 1986      | 1976      | 1966      | 1956      |   |
| ----- | --------- | --------------- | ------------------------------------- | --------- | --------- | --------- | --------- | --------- | --------- | - |
| 1     | Tehran    | Tehran          | 1885                                  | 7.705.036 | 6.758.845 | 6.042.584 | 4.530.223 | 2.719.730 | 1.512.082 |   |
| 2     | Mashhad   | Razavi Khorasan | 1918                                  | 2.410.800 | 1.887.405 | 1.463.508 | 667.770   | 409.616   | 241.984   |   |
| 3     | Tabriz    | Đông Azarbaijan | 1917                                  | 2.187.998 | 1.898.060 | 1.591.043 | 1.308.482 | 1.017.976 | 696.899   |   |
| 4     | Esfahān   | Esfahān         | 1928                                  | 1.602.110 | 1.266.072 | 986.753   | 661.510   | 424.045   | 254.708   | 5 |
| Karaj | Alborz    | 1934            | 1.377.450                             | 940.968   | 611.510   | 137.926   | 44.243    | 14.526    |           |   |
| 6     | Shiraz    | Fars            | 1950                                  | 1.227.311 | 1.053.025 | 848.289   | 425.813   | 269.865   | 170.659   |   |

## Thành phố có dân số từ 100.000 đến 1000.000 người
Dân số theo điều tra dân số năm 2006 Statistical Center of Iran:
| Hạng | Thành phố          | Tỉnh                      | Ngày thành lập chính thức khu tự quản | 2006    | 1996    | 1986    | 1976    | 1966    | 1956    |
| ---- | ------------------ | ------------------------- | ------------------------------------- | ------- | ------- | ------- | ------- | ------- | ------- |
| 7    | Ahvaz              | Khūzestān                 | 1925                                  | 969.843 | 804.980 | 579.826 | 334.399 | 206.375 | 120.098 |
| 8    | Qom                | Qom                       | 1926                                  | 951.918 | 777.677 | 543.139 | 247.219 | 134.292 | 99.499  |
| 9    | Kermanshah         | Kermanshah                | 1930                                  | 784.602 | 692.686 | 560.514 | 290.600 | 187.930 | 125.439 |
| 10   | Orumieh            | Tây Azarbaijan            | 1928                                  | 583.255 | 435.200 | 300.746 | 164.419 | 110.749 | 67.605  |
| 11   | Zahedan            | Sistan và Baluchestan     | 1938                                  | 567.449 | 419.518 | 281.923 | 93.740  | 39.732  | 17.495  |
| 12   | Rasht              | Gīlān                     | 1925                                  | 557.366 | 417.748 | 290.897 | 188.957 | 143.557 | 109.491 |
| 13   | Kerman             | Kermān                    | 1921                                  | 515.414 | 384.991 | 257.284 | 140.761 | 85.404  | 62.157  |
| 14   | Hamedan            | Hamadān                   | 1911                                  | 479.640 | 401.281 | 272.499 | 165.875 | 124.167 | 99.909  |
| 15   | Arak               | Markazi                   | 1927                                  | 446.760 | 380.755 | 265.349 | 116.832 | 61.925  | 58.998  |
| 16   | Yazd               | Yazd                      | 1926                                  | 432.194 | 326.776 | 230.483 | 135.925 | 93.241  | 63.502  |
| 17   | Ardabil            | Ardabil                   | 1925                                  | 418.262 | 340.386 | 281.973 | 147.865 | 83.596  | 65.742  |
| 18   | Bandar Abbas       | Hormozgān                 | 1925                                  | 367.508 |         |         |         |         |         |
| 19   | Eslamshahr         | Tehran                    | 1978                                  | 357.171 |         |         |         |         |         |
| 20   | Qazvin             | Qazvīn                    | 1924                                  | 349.821 |         |         |         |         |         |
| 21   | Zanjan             | Zanjan                    | 1923                                  | 341.801 |         |         |         |         |         |
| 22   | Khorramabad        | Lorestān                  | 1931                                  | 328.544 |         |         |         |         |         |
| 23   | Sanandaj           | Kurdistan                 | 1928                                  | 311.446 |         |         |         |         |         |
| 24   | Gorgan             | Golestān                  | 1925                                  | 269.226 |         |         |         |         |         |
| 25   | Sari               | Māzandarān                | 1927                                  | 259.084 |         |         |         |         |         |
| 26   | Kashan             | Isfahan                   | 1930                                  | 248.789 |         |         |         |         |         |
| 27   | Babol              | Māzandarān                | 1956                                  | 243.636 |         |         |         |         |         |
| 28   | Golestan           | Tehran                    | 1996                                  | 231.882 |         |         |         |         |         |
| 29   | Shahr-e Qods       | Tehran                    | 1989                                  | 229.354 |         |         |         |         |         |
| 30   | Malard             | Tehran                    | 1995                                  | 228.673 |         |         |         |         |         |
| 31   | Dezful             | Khūzestān                 | 1920                                  | 228.507 |         |         |         |         |         |
| 32   | Borujerd           | Lorestān                  | 1935                                  | 227.547 |         |         |         |         |         |
| 33   | Khomeinishahr      | Isfahan                   | 1932                                  | 218.737 |         |         |         |         |         |
| 34   | Abadan             | Khūzestān                 | 1924                                  | 217.988 |         |         |         |         |         |
| 35   | Varamin            | Tehran                    | 1941                                  | 208.569 |         |         |         |         |         |
| 36   | Sabzevar           | Razavi Khorasan           | 1936                                  | 208.172 |         |         |         |         |         |
| 37   | Najafabad          | Isfahan                   | 1931                                  | 206.114 |         |         |         |         |         |
| 38   | Nishapur           | Razavi Khorasan           | 1931                                  | 205.972 |         |         |         |         |         |
| 39   | Amol               | Māzandarān                | 1933                                  | 197.470 |         |         |         |         |         |
| 40   | Shahriar           | Tehran                    | 1952                                  | 189.120 |         |         |         |         |         |
| 41   | Saveh              | Markazi                   | 1931                                  | 179.009 |         |         |         |         |         |
| 42   | Khoy               | West Azarbaijan           | 1923                                  | 178.708 |         |         |         |         |         |
| 43   | Qa'em Shahr        | Māzandarān                | 1935                                  | 174.246 |         |         |         |         |         |
| 44   | Gharchak           | Tehran                    | 1976                                  | 173.832 |         |         |         |         |         |
| 45   | Bojnourd           | North Khorasan            | 1931                                  | 172.772 |         |         |         |         |         |
| 46   | Sirjan             | Kermān                    | 1936                                  | 167.014 |         |         |         |         |         |
| 47   | Bushehr            | Bushehr                   | 1922                                  | 161.674 |         |         |         |         |         |
| 48   | Birjand            | South Khorasan            | 1928                                  | 157.848 |         |         |         |         |         |
| 49   | Ilam               | Īlām                      | 1936                                  | 155.289 |         |         |         |         |         |
| 50   | Malayer            | Hamadān                   | 1934                                  | 153.748 |         |         |         |         |         |
| 51   | Bukan              | Tây Azarbaijan            | 1948                                  | 149.340 |         |         |         |         |         |
| 52   | Maragheh           | Đông Azarbaijan           | 1921                                  | 146.405 |         |         |         |         |         |
| 53   | Rafsanjan          | Kermān                    | 1935                                  | 136.388 |         |         |         |         |         |
| 54   | Nasimshahr         | Tehran                    | 1995                                  | 135.824 |         |         |         |         |         |
| 55   | Mahabad            | West Azarbaijan           | 1931                                  | 133.324 |         |         |         |         |         |
| 56   | Saqqez             | Kurdistan                 | 1935                                  | 131.349 |         |         |         |         |         |
| 57   | Zabol              | Sistan and Baluchestan    | 1928                                  | 130.642 |         |         |         |         |         |
| 58   | Gonbad-e Qabus     | Golestān                  | 1934                                  | 127.167 |         |         |         |         |         |
| 59   | Shahrood           | Semnān                    | 1925                                  | 126.916 |         |         |         |         |         |
| 60   | Shahrekord         | Chaharmahal and Bakhtiari | 1931                                  | 126.746 |         |         |         |         |         |
| 61   | Pakdasht           | Tehran                    | 1991                                  | 126.281 |         |         |         |         |         |
| 62   | Shahinshahr        | Eşfahān                   | 1976                                  | 126.070 |         |         |         |         |         |
| 63   | Semnan             | Semnān                    | 1925                                  | 124.999 |         |         |         |         |         |
| 64   | Khorramshahr       | Khūzestān                 | 1925                                  | 123.866 |         |         |         |         |         |
| 65   | Marvdasht          | Fars                      | 1940                                  | 123.858 |         |         |         |         |         |
| 66   | Andimeshk          | Khūzestān                 | 1956                                  | 119.422 |         |         |         |         |         |
| 67   | Torbat-e Heydarieh | Razavi Khorasan           | 1928                                  | 119.360 |         |         |         |         |         |
| 68   | Marand             | East Azarbaijan           | 1929                                  | 114.165 |         |         |         |         |         |
| 69   | Miandoab           | West Azarbaijan           | 1935                                  | 112.933 |         |         |         |         |         |
| 70   | Mahshahr           | Khūzestān                 | 1954                                  | 109.927 |         |         |         |         |         |
| 71   | Bandar-e Anzali    | Gīlān                     | 1922                                  | 109.687 |         |         |         |         |         |
| 72   | Shahreza           | Eşfahān                   | 1929                                  | 108.299 |         |         |         |         |         |
| 73   | Masjed Soleyman    | Khūzestān                 | 1959                                  | 106.121 |         |         |         |         |         |
| 74   | Izeh               | Khūzestān                 | 1958                                  | 103.695 |         |         |         |         |         |
| 75   | Jahrom             | Fars                      | 1925                                  | 103.023 |         |         |         |         |         |
| 76   | Dorood             | Lorestān                  | 1949                                  | 100.528 |         |         |         |         |         |

## Thành phố lớn nhất ở các tỉnh
Đây là danh sách các thành phố lớn nhất của 31 tỉnh, dựa trên dân số thành phố theo cuộc điều tra dân số năm 2006. (Cần lưu ý rằng trong năm 2006 Iran đã có 30 tỉnh, tỉnh thứ 31, Alborz, được tách ra từ Tehran vào năm 2010.)
| Tỉnh                                | Thành phố lớn nhất | Thành phố lớn nhì | Thành phố lớn thứ 3 | Thành phố lớn 4    |
| ----------------------------------- | ------------------ | ----------------- | ------------------- | ------------------ |
| Tehran                              | Tehran             | Eslamshahr        | Golestan            | Shahr-e Qods       |
| Alborz                              | Karaj              | Nazarabad         | Savojbolagh         | Taleghan           |
| Razavi Khorasan                     | Mashhad            | Sabzevar          | Neyshabur           | Torbat-e Heydarieh |
| Isfahan                             | Isfahan            | Kashan            | Khomeynishahr       | Najafabad          |
| Fars                                | Shiraz             | Marvdasht         | Jahrom              | Fasa               |
| Khuzestan                           | Ahvaz              | Dezful            | Abadan              | Khorramshahr       |
| East Azarbaijan                     | Tabriz             | Maragheh          | Marand              | Mianeh             |
| Mazandaran                          | Sari               | Babol             | Amol                | Qa'em Shahr        |
| West Azarbaijan                     | Urmia              | Khoy              | Miandoab            | Salmas             |
| Kerman                              | Kerman             | Sirjan            | Rafsanjan           | Jiroft             |
| Gilan                               | Rasht              | Bandar-e Anzali   | Lahijan             | Langrud            |
| Sistan and Baluchistan              | Zahedan            | Zabol             | Iran Shahr          | Chabahar           |
| Kermanshah                          | Kermanshah         | Eslamabad-e Gharb | Harsin              | Kangavar           |
| Lorestan                            | Khorramabad        | Borujerd          | Dorood              | Koohdasht          |
| Hamadan                             | Hamadan            | Malayer           | Nahavand            | Asadabad           |
| Golestan                            | Gorgan             | Gonbad-e Qabus    | Ali Abad            | Bandar Torkaman    |
| Kurdistan                           | Sanandaj           | Saghez            | Marivan             | Baneh              |
| Hormozgan                           | Bandar Abbas       | Minab             | Dehbarez            | Bandar Lengeh      |
| Markazi                             | Arak               | Saveh             | Khomein             | Mahallat           |
| Ardabil                             | Ardabil            | Parsabad          | Meshkinshahr        | Khalkhal           |
| Qazvin                              | Qazvin             | Takestan          | Alvand              | Eqbaliyeh          |
| Qom                                 | Qom                | Jamkaran          | Qanavat             | Jafariyeh          |
| Yazd                                | Yazd               | Meybod            | Ardakan             | Bafq               |
| Zanjan                              | Zanjan             | Abhar             | Khorramdareh        | Qidar              |
| Bushehr                             | Bushehr            | Borazjan          | Bandar Ganaveh      | Khormuj            |
| Chahar Mahaal and Bakhtiari         | Shahr-e Kord       | Borujen           | Farrokhshahr        | Farsan             |
| North Khorasan                      | Bojnurd            | Shirvan           | Esfarayen           | Garmeh Jajarm      |
| Kohgiluyeh and Boyer-Ahmad Province | Yasuj              | Dogonbadan        | Dehdasht            | Likak              |
| South Khorasan                      | Birjand            | Ghayen            | Ferdows             | Nehbandan          |
| Semnān                              | Shahrood           | Semnan            | Damghan             | Garmsar            |
| Ilam                                | Ilam               | Eyvan             | Dehloran            | Abdanan            |